# LaMDA
LaMDA (Language Model for Dialogue Applications) je jazykový model vytvořený společností Google postavený na umělé neuronové síti transformer vyvinuté jako open source program divizí Google Research představený na konferenci I/O v roce 2021. Na modelu LaMDA je postaven chatbot Google Bard, který byl představen v roce 2023 a v témže roce je plánováno také zařazení do vyhledávání Google. Na konci března 2023 ovšem bylo oznámeno, že je plánován přestup na jiný výkonnější jazykový model PaLM.

## Google Bard
Na systému LaMDA je postaven chatbot Google Bard, který byl představen v roce 2023 a ve stejném roce je plánováno i jeho zavedení do vyhledávače Google. Bard je nástupcem jazykových modelů BERT. Google Bard je postaven na méně výkonné verzi LaMDA, která je upravena tak, aby nezatěžovala procesory uživatelských zařízení. Google Bard má fungovat jako konkurence ChatGPT od OpenAI, který Microsoft postupně nasazuje do vyhledávače Bing.

## Kontroverze

### Otázky ohledně vědomí
V roce 2022 vzbudilo pozornost prohlášení programátora Google Blake Lemoina, který údajně po rozhovoru s umělou inteligencí LaMDA dospěl k názoru, že je LaMDA myslící bytost. Jejím jménem si najala také právníka.
Po zveřejnění rozhovoru s ním dostal placenou dovolenou a posléze přišel o místo ve společnosti. I přes tento fakt stále trvá na svém přesvědčení. Důvodem pro jeho vyhození bylo podle oficiálního prohlášení vážné porušení vnitřních zaměstnaneckých pravidel zveřejněním tajných informací.

### Chybné odpovědi v oficiálním náhledu Google Bard
Během představení chatbota Google Bard v roce 2023 byl představen také ukázkový spot s vygenerovanou odpovědí. Na dotaz: „O jakých nových objevech z vesmírného teleskopu Jamese Webba mohu svému devítiletému dítěti říct?“ odpověděl chatbot ve třech bodech, ve třetím chybně říkaje, že teleskop „pořídil úplně první snímky planety mimo Sluneční soustavu“, první fotografie takové planety přitom byly pořízeny zařízením VLT Evropské jižní observatoře již v roce 2004. Tato chyba se projevila i na hodnocení Alphabet Inc. na akciových trzích, kde bezprostředně po zveřejnění chybné informace klesly ceny akcií společnosti o 8 %. Celková ztráta hodnoty je pak vyčíslena na 100 miliard dolarů.